# Projektil

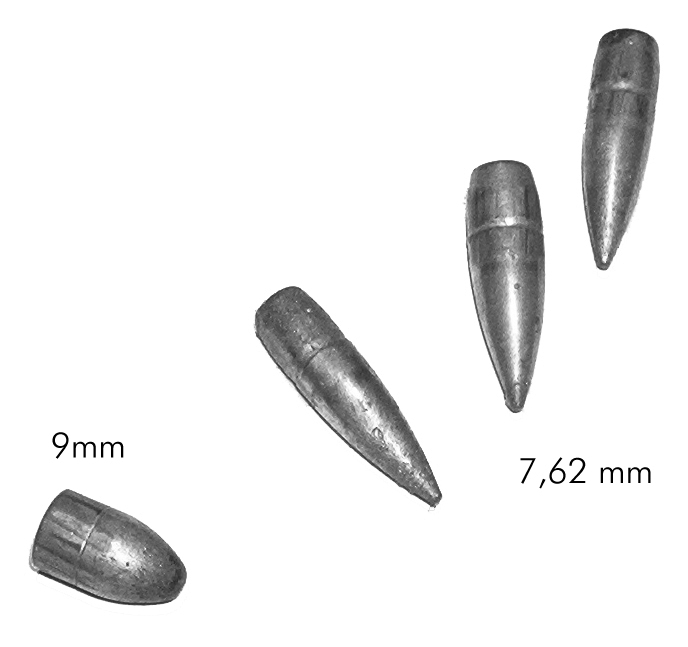
Projektily různé ráže

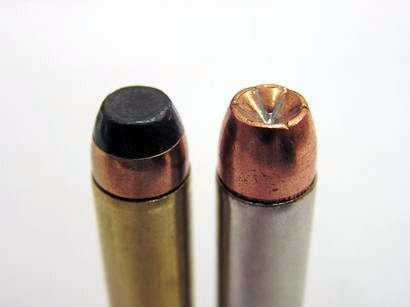
Vlevo JSP, vpravo JHP, oba u .357 Magnum

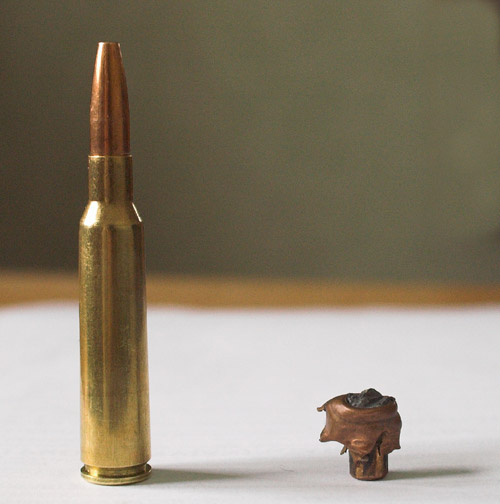
6,5 × 55 Swedish původní náboj a deformovaná střela

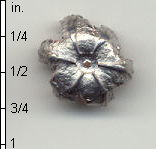
9 mm Luger expandovaný

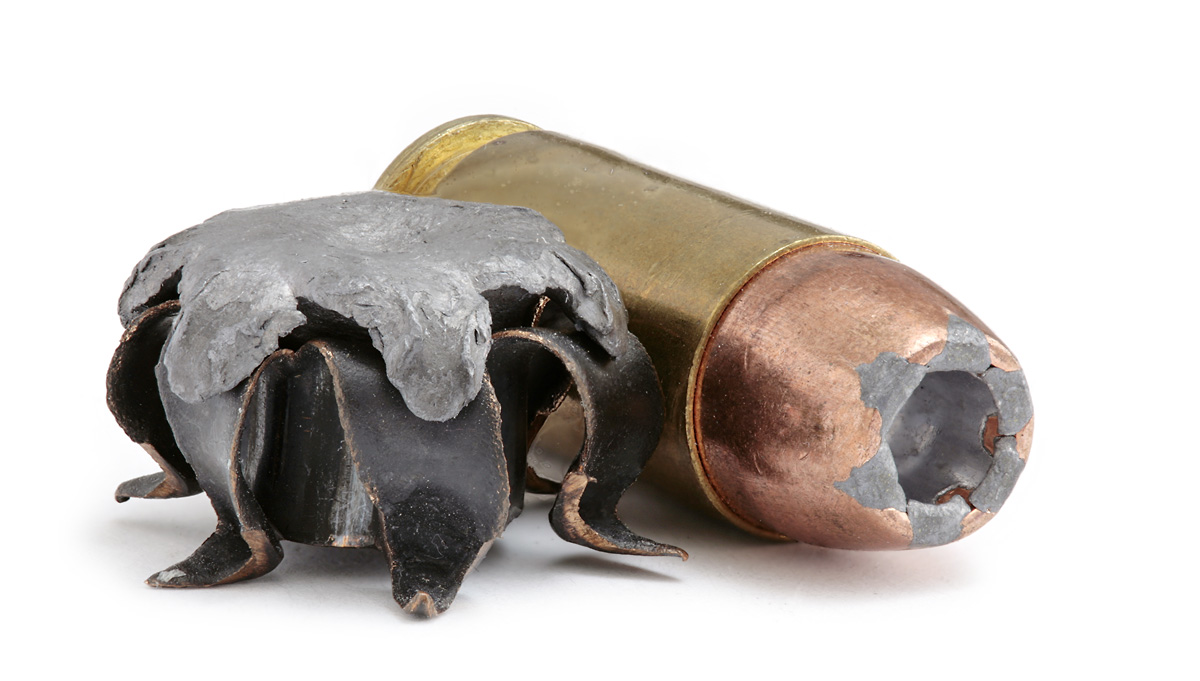
.40S&W původní náboj a expandovaná střela

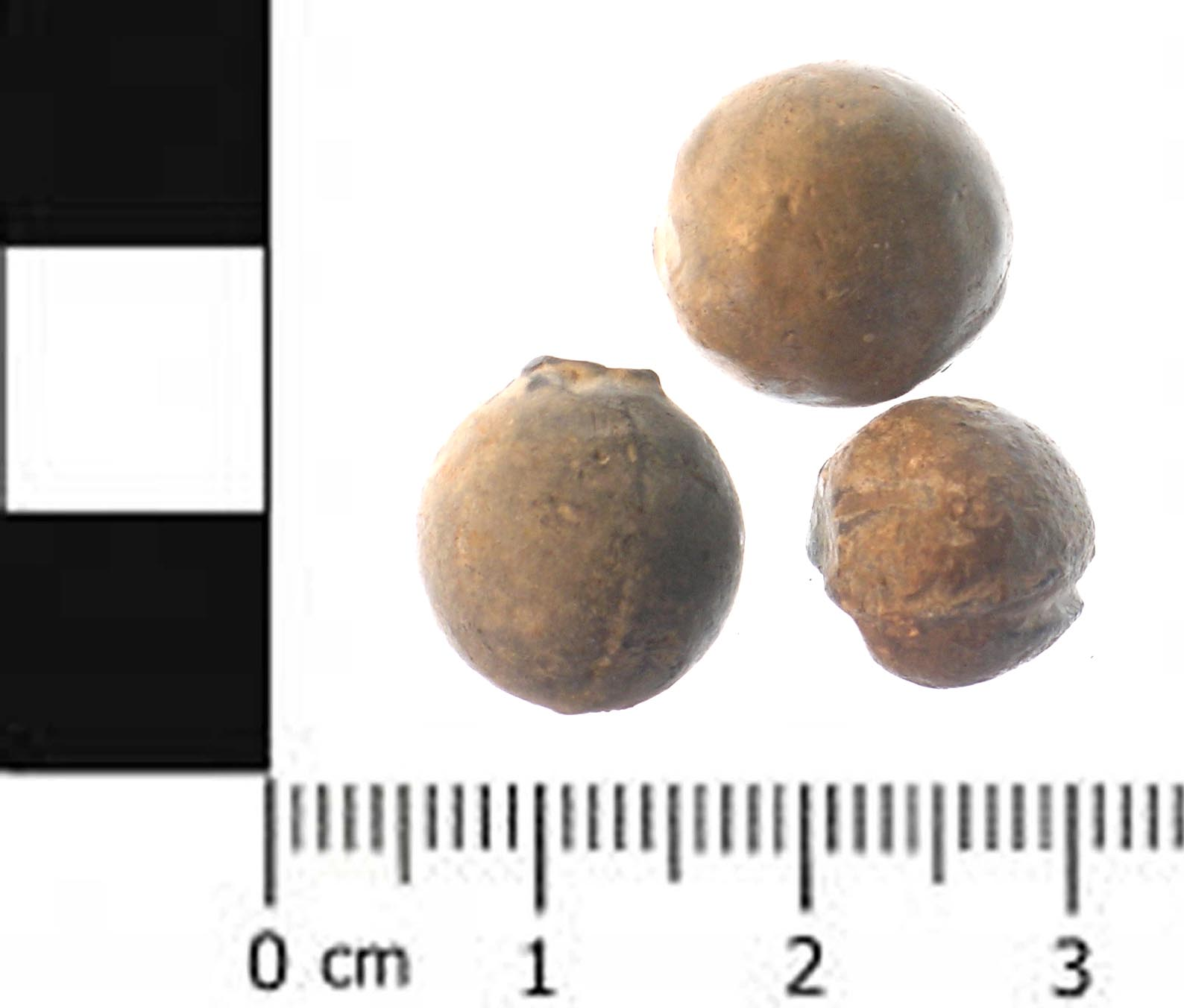
Kulky z muškety (17.–18. stol.)

Projektil neboli střela je předmět vystřelený ze střelné zbraně určený k zasažení cíle nebo vyvolání jiného efektu.
Dříve byla střela samostatný prvek který spolu s ucpávkou utěsňoval prachovou náplň v hlavni.
U moderních palných zbraní je střela částí náboje. Je zasazena do hrdla nábojnice a působí jako zátka při hoření střelného prachu.

## Dělení střel a střeliva
Z pohledu určení střely a požadavků na její účinek jsou vyvinuty různé konstrukce střel. Základní rozdělení střeliva lze je možné udělat podle oblasti použití. 
- Sportovní
- Lovecké
- Vojenské

Další možné dělení střeliva vycházející ze zákona o zbraních závisí na střele:
Jednotná střela
Těleso, určené k zasažení cíle nebo vyvolání jiného efektu, které se po opuštění hlavně nerozdělí.
Hromadná střela
Těleso nebo látka ve skupenství tuhém, kapalném nebo plynném, určená k zasažení cíle nebo vyvolání jiného efektu, která se po opuštění hlavně rozdělí.
Do skupiny jednotných střel lze přiřadit další podskupiny
- Speciální střely – například tzv. Short stop střela obsahující váček z tkaniny naplněný broky, který dopadá na cíl plochou s cílem zastavit a nepůsobit smrtící účinky. [3]
- Paintballová střela – střela kulového tvaru pro speciální zbraně obsahující značkovací látku.

K hromadným střelám lze přiřadit i plynové střely pro expanzní zbraně. Střela je vytvořena například z krystalické chemikálie, která se při výstřelku mění na plyn emitovaný ve směru cíle.

## Jednotné a hromadné střely podle zbraní
U historických zbraní se používaly jednotné střely i do hladkých hlavní. V současnosti je
jednotná střela používána obvykle do zbraní s drážkovaným vývrtem hlavně. Hromadná střela (tzv. brokové střelivo) do zbraní s hladkým vývrtem hlavně. Méně často se vyrábějí a používají i brokové náboje pro použití ve zbraních s drážkovaným vývrtem. Dále některé speciální vojenské náboje (střely pro strážní službu a střelivo duplex) používají střelu vyhovující definici hromadné střely. A pro brokovnice jsou vyráběny náboje s jednotnými střelami.

## Ráž (Ráže) střel
U jednotných střel je ráže smluvní číslo, které přibližně vyjadřuje průměr střely. Střely stejné ráže mohou být částí různých nábojů. Pojem ráže u nábojů a zbraní má širší význam a může kromě průměru zahrnovat i jiné údaje popisující další vlastnosti střeliva nebo zbraně.

## Střely pro palné hlavňové zbraně s drážkovým vývrtem
Zavedení drážkovaných hlavní a bezdýmných prachů znamenaly významný pokrok. Tím došlo k nárůstu rychlosti střel.

### Vývoj tvaru střel
Střela, zastaralý název kulka, odkazoval na její původně většinou kulový tvar. Tvar koule bývá dnes naprosto výjimečný i když je možné se s ním setkat např. u vzduchovek či v hromadné střele do brokovnice, tzv. brok). Název kulka bývá českou střeleckou veřejností odmítán a kritizován jako neodborný, velmi často s humorným rčením "kulky má pes". Střely získávaly postupně podlouhlý tvar. Výhoda tohoto tvaru jsou lepší aerodynamické a balistické vlastnosti. Nejčastějšími tvary střel jsou protáhlé válce s tupou, půlkulovitou, kuželovitou nebo ogivální špičkou. Růst rychlosti střel a požadavek na velký dostřel (a tedy menší aerodynamický odpor) vedl k zašpičatění střel v přední části a také přidání aerodynamického kužele v zadní části. Střela s aerodynamickou úpravou na obou stranách se nazývá biogivální. Tvary střel se liší podle účelu a toho, v jaké zbrani se používají. U zbraní určených pro střelbu na kratší vzdálenosti není třeba dbát tolik na nízký odpor vzduchu jako je tomu u zbraní pro střelbu na dlouhé vzdálenosti.

### Střely do předovek
Zavedení drážek do vývrtu hlavně bylo velkým pokrokem a zvýšilo výrazně přesnost střelby. Drážkování bylo známé a používané už v době kdy převládaly předovky. Tím vznikly specifické požadavky na střely. Střela musela být těsná tak, aby se zařízla do drážek vývrtu a zároveň bylo nutné nabít střelu skze celou délku hlavně. Takto vzniklý problém se řešil několika způsoby. Jedním ze způsobů bylo deformování střely pomocí nabijáku. Za tímto účelem byl u některých konstrukcí ve dnu nábojové komory umístěn trn, který pomohl střelu roztahovat. Dále vznikly střely s předem vyrobenými výstupky, které zapadaly do drážek hlavně. Tyto střely bylo nutno už při nabíjení nasunout připravenými výstupky do drážek hlavně. Podobným, ale mírně změněným principem principem byla změna příčného průřezu střely tak aby nebyl kruhový. Tento profil byl následně stočen do šroubovice. Vývrt hlavně měl v průřezu profil střely opět po délce hlavně spirálovitě zatočený do šroubovice. Tento profil dodal střele rotaci podobně jako drážky. Známou konstrukcí na tomto principu byla například puška Whitworth, u které měla střela průřez šestihranu.
Posledním používaným způsobem bylo utěsnění střely, ke kterému došlo automaticky v důsledku působení tlaku povýstřelových plynů. Jednou z konstrukcí byly kompresní střely, které byly při výstřelu podélně stlačeny a tak se rozšířily. Dalším řešením byl princip střel minié. Tyto střely měly ve svém dnu kuželovitý otvor s klínem, případně u dále modifikovaných střel i bez klínu, který způsobil rozšíření a utěsnění střely.

### Vývoj materiálů střel
Zprvu kamenné, později litinové koule pro kanóny. Pro ruční zbraně olověné. Střely vyráběné z olova zanáší vnitřní povrch hlavní. Olovo začalo být legováno tvrdšími kovy – např. zinkem a antimonem. Došlo i ke konstrukční úpravě střel. Střela má vnější část (tzv. plášť) a jádro. Tyto dvě části střely jsou vyráběny z různých materiálů. Pro povrch střely (plášť) se začala používat měď, dále slitina zvaná tombak (90 % Cu a 10 % Zn) a mědinikl (80 % Cu a 20 % Ni) . Následně s rozvojem technologií byla na pláště střel používána i ocel. Ocelové pláště střel se někdy povrchově upravují niklováním. Také se používá ocel plátovaná tombakem nebo mědiniklem. Pro vnitřní jádro střel se obvykle používá olovo. Olovo bývá legované antimonem (Sb).

### Konstrukce střel
Zavedením zbraní nabíjených zezadu zmizel požadavek na protažení střel vývrtem a její následné utěsnění. Pro konstrukci jsou tedy důležité následující požadavky. Střela musí odolat dějům vnitřní balistiky při výstřelu. Dále musí mít střela příznivé balitické vlastnosti z pohledu jejího letu ve vnějším prostředí. To znamená, že musí zachovávat přesnost a zároveň ztrácet při letu minimum energie. A konečně střela musí mít v cíli požadovaný účinek.
Uvedené požadavky vedly ke konstrulci velkého počtu různých střel a vývoj nových střel stále pokračuje. Příklady běžně používaných typů střel:
- Celoplášťové (charakteristika – velká průbojnost, malá deformovatelnost. Nepředává cíli obvykle všechnu energii, dochází k průstřelu)
- Poloplášťové střely. Olověné jádro střely je v přední části střely obnaženo. (Charakteristické je, že střela se po zásahu deformuje, má menší průbojnost, vyšší ranivý účinek). Někdy se dělá prosekávací hrana. Jde o výstupek, který zabezpečí ostře ohraničený vstřel, což podpoří krvácení zasaženého zvířete nebo přesněji ohraničený vstřel na papírovém terči). Jádro se někdy provádí ze dvou různě tvrdých slitin olova. Měkčí část jádra se deformuje a tvrdší si zachovává tvar.
- Celoolověné střely (stále jde o slitiny olova)
- Expanzní střely – jsou obvykle druh poloplášťové střely, která má dutinu v přední části. Tato dutina vede k hřibovité deformaci po zásahu. Protože dutina zhoršuje aerodynamiku, bývá někdy překryta tenkostěnnou kuklou, nebo je vyplněna měkkým materiálem.
- Homogenní střely. Střela je vyrobena v základu z jednoho materiálu, například z tombaku. Někdy se do ní vkládá olovo například formou vyvrtání. Střela má lepší soudržnost – například při zásahu kosti.
- Speciální střely s řízenou deformací. Různé konstrukční uspořádání.

### Střely pro vojenské náboje
Některé z uvedených střel se používaly jen v určitém období a dnes se již nevyrábí. Některé tyto střely jsou v rozporu s mezinárodními smlouvami o střelivu používaném ve válečném konfliktu a proto jejich použití bylo omezeno na mírové období (například střely pro strážní službu) nebo byla jejich výroba ukončena.
- Střela s plnoolověným jádrem
- střely s měkkým ocelovým jádrem
- střely průbojné (ocelový plášť, olověná košilka a ocelové jádro. Pro jádro se používaly i jiné těžké a vysoce pevné kovy)
- střely svítící (značkovací – se stopovkou, plněné látkou pro zanechání světelné stopy k vizuální kontrole dráhy letu)
- střely zápalné
- střely průbojně svítící
- střely průbojně zápalné
- střely průbojně zápalné svítící
- střely pro strážní službu
- střely duplex
- střely šípové
- střely otrávené (za 2. světové války Německo i Rusko používalo projektily s kyanidovou ampulí)
- střely zástřelné
- střely výbušné – při nárazu či průniku cílem explodují
- střely redukované (terčové)
- střely pro účely výcviku
- střely školní

## Střely pro palné hlavňové zbraně s hladkým vývrtem (brokové náboje)

### Hromadná střela
Pro brokovnice a brokové náboje je hromadná střela typická. Střela je tvořena broky stejného průměru. Velikost broků v náboji deklarovaná výrobcem může být orientační. Například v brokovém náboji s deklarovanou velikostí broků 3,5 mm se vyskytují často broky od velikosti 3,25 do 3,75 mm. . Broky bývají v náboji uloženy v plastovém kontejneru. Broky jsou obvykle olověné a mají kulový tvar. Používají se i broky, které nemají kulový tvar. Stejně tak se používají i broky z jiných materiálů než je olovo. Zákon o myslivosti č. 449/2001 Sb., v platném znění, s účinností od 31. prosince 2010 zakazuje používat olověné brokové náboje k lovu vodního ptactva na mokřadech.
Broky, které nejsou z olova, se prodávají pod názvem ocelové broky. Jde o určitou nepřesnost, protože materiálem pro výrobu těchto broků je železo s tvrdostí na povrchu maximálně 110 HV1 a v jádře 100 HV1.
Broky se používají ve velké škále rozměrů od cca 2,4 mm až cca 9 mm. Počet broků v jednom náboji se podle jejich velikosti velmi liší. Například náboj 12 × 70 obsahuje cca 8 kusů broků velikosti 9,1 mm anebo cca 370 kusů broků 2,5 mm.

#### Výroba olověných broků
Olověné broky se vyráběly litím roztaveného olova přes síto z vysoko umístěné pozice – licí věže. Pádem z výšky se kapky roztaveného olova při průchodu vzduchem vytvarovaly do koule. Poté dopadaly do vody, kde ztuhly při zachování kulového tvaru. Pro zvýšení povrchového napětí se do roztaveného kovu přidává arzen (jinak by takto vyráběné broky neměly kulovitý, ale kapkovitý tvar).

### Jednotná střela
Konstrukce jednotné střely brokovnice je upravena v souvislosti s tím, že bude používána v hladké hlavni. Podle způsobu stabilizace je lze dělit na:
- kulovité (bez stabilizace)
- šípové (podlouhlé s posunem těžiště do přední části střely)
- turbínové (stabilizované rotací; střela má v podélné ose otvor opatřený šroubovicí – např. střela Ideal/Stendebach/; šroubovice může být i na vnějším povrchu)
- šípovo-turbínové (stabilizované rotací; kombinuje oba principy; například střela Brenneke střela má v podélné otvor opatřený šroubovicí)
- Paradox (stabilizované rotací; pro brokovnice s vývrtem Paradox, který má v ústí hlavně drážkovanou část)

## Značení střel
Mezi nejčastěji používané typy (zejména díky ceně a legislativě) na českém trhu pro krátké palné zbraně patří střely:
- celoplášťová (FMJ)
- poloplášťová s měkkou špičkou Soft Point (SP)
- olověná s oblou špičkou (LRN)
- poloplášťová s dutinou ve špičce (HP) – s řízenou deformací (v ČR pro krátké zbraně spadá do kategorie A-I)

Zkratky různých používaných střel a stručné popisy (vedle standardně používaných obecně platných zkratek jsou v přehledu zahrnuty i zkratky konkrétních druhů střeliva některých výrobců):
- AP – Průbojné střelivo se používá k prostřelení obrněných cílů jako jsou neprůstřelné vesty, pancíř vozidel, tanky a jiné způsoby ochrany. To, jaký materiál je tato střela schopná prostřelit záleží na její ráži, konstrukci a zbrani, ze které je vystřelena. Průbojná střela se skládá z jádra (nejčastěji tvrzená ocel, wolfram nebo ochuzený uran) uzavřeného v plášti z měkčího materiálu (aby snáze proletěl drážkovanou hlavní) jako je slitina mědi nebo hliníku. Náboje s touto střelou je možno vystřelit ze všech typů zbraní, od pistolí a revolverů až po tankové kanóny.
- ACC – Accelerator
- BBWC – Bevel Base Wadcutter
- BEB – Brass Enclosed Base
- BT – Boat-Tail – tvar střely se inspiruje kapkou, aby se snížil odpor vzduchu. To se týká dna střely, špička má standardní ogivální tvar.
- BTHP – Boat Tail Hollow Point
- CB – Cast Bullet – litá střela. Střelci si ji odlévají z roztaveného kovu.
- CL – Core-Lokt – lovecká střela vyvinutá firmou Remington.[5]
- CN – Conical Nose – rotační komolý kužel
- DEWC – Double Ended Wadcutter
- FMJ – Full Metal Jacket (celokovový plášť)
- FMJ-SWC – Full Metal Jacket Semi Wad Cutter
- FN – Flat Nose
- FP – Flat Point
- FST – Fail Safe Talon – střela zkonstruovaná firmou Winchester.[6]
- GameKing – Poloplášťové střely GameKing® se zúženou zádí jsou konstruovány pro lov na větší vzdálenosti, kde jejich přesnost a účinek může mít rozhodující vliv na výsledek střelby. Aerodynamický tvar střely významně snižuje odpor vzduchu – výsledkem je nižší úbytek rychlosti, vyšší dopadová energie, plošší dráha letu a menší odchylka vlivem bočního větru než u srovnatelných střel s válcovou zádí.[7]
- GD – Gold Dot – tato střela byla vyvinuta firmou CCI-Speer. Při výrobě se používá speciální elektrochemický postup, který dokonale spojí jádro s pláštěm, takže se takřka eliminuje selhání střely oddělením pláště od jádra. Navíc díky inovativní konstrukci expanzivní dutiny dochází k minimálním ztrátám materiálu střely po dopadu do cíle a následné expanzi.[8][9]
- GG-JHP – Guardian Gold Jacketed Hollow Point – střela s řízenou deformací. Vyráběná například muničkou Magtech.
- GS – Golden Saber – střela je konstruována tak, aby svým průměrem dobře prošla při výstřelu drážkami hlavně, čímž je dosažena vyšší přesnost. Správně by se mělo jednat o střelu typu JHP, ale firma Winchester jí místo toho nazývá HPJ.[10]
- HBWC – Hollow Base Wadcutter
- HC – Hard Cast
- HE – High Explosive, tříštivotrhavé
- Hollow Cavity – viz HP, ale dutinka je extrémně velká, což vede buď k extrémně velké expanzi, nebo dokonce k fragmentaci střely po nárazu (což je ale nechtěná skutečnost při loveckém použití a zakázaná při použití proti lidským cílům).
- HP – Hollow Point. Střela Hollow Point, někdy nazývána jako Hollow Tip, „střela s dutinkou“, „DUM-DUM“ je střela, která má ve své přední části, co se týče svého tvaru, dutinku. Ta je určena zejména k tomu, aby po vstupu do svého cíle došlo k její expanzi (při průletu měkkými tkáněmi tyto měkké tkáně tlačí zevnitř dutiny a ta se roztáhne. Výsledkem je typický hřibovitý tvar). To má za následek jednak snížení penetrace (nedojde k nechtěnému prostřelení cíle a tím pádem možnému zranění osob za ním), ale také větší poškození tkání (jednak projde větším množstvím tkáně a pak také může předat více kinetické energie). Vedlejším efektem těchto střel je zvýšení jejich přesnosti tím, že se těžiště posouvá více dozadu. Míra deformace záleží na rychlosti střely, kterou má při nárazu do tkáně. Také záleží na tom, do čeho narazí. Při nárazu do něčeho tvrdého (např. kost) nemusí k expanzi vůbec dojít (proto je lepší při výběru vhodné ráže na sebeobranu nebrat v úvahu případnou výhodu expanzivního efektu). V ČR pro sebeobranu toto střelivo spadá do kat. A, neboli zakázané.
- HPJ – High Performance Jacketed
- HS – Hydra Shok – střela vyvinutá firmou Federal Cartridge Co. Díky její konstrukci dochází při průchodu měkkými tkáněmi k maximální expanzi a tím zvětšení způsobeného poranění a zastavovacího efektu.[11]
- Hollow Tip – viz HP (jedná se o synonyma).
- J – Jacketed – obecně oplášťovaná střela.
- JFP – Jacketed Flat Point – varianta střely SP, ale její špička má plochý tvar.
- JHC – Jacketed Hollow Cavity – viz Hollow Cavity (synonyma).
- JHP – Jacketed Hollow Point – poloplášťová střela s expanzní dutinou v přední části, která zasahuje do olověného jádra zcela zakrytého tombakovým (slitina mědi a zinku) pláštěm. Střela je částečně krytá pláštěm, aby nedocházelo k otěru olova v hlavni při výstřelu. Plášť střely je na okraji dutiny na několika místech podélně rýhován. Střela se vyznačuje řízenou deformací v závislosti na dopadové energii a odporu cíle.[12]
- JSP – Jacketed Soft Point – varianta střely SP.
- L – Lead – olověná střela.
- LFN – Long Flat Nose
- LFP – Lead Flat Point – olověná střela s plochou špičkou.
- LHP – Lead Hollow Point – olověná střela s dutinkou. Viz HP.
- LRN – Lead Round Nose – olověná střela s oblou špičkou, některé jsou pokryty vrstvou plastu. Ten má za úkol snížit při střelbě otěr olova v hlavni.[13]
- LSWC – Lead Semi-Wadcutter – olověná střela typu Wadcutter s tupou špičkou.[14]
- LSWC-GC – Lead Semi-Wadcutter Gas Checked
- LWC – Lead Wadcutter
- LTC – Lead Truncated Cone – olověná střela. „Truncated Cone“ označuje její tvar.
- MC – Metal Cased – obecně střela oplášťována nějakým kovem. (Kromě kovu existují také střely pokryté plastem, viz LRN.)
- MRWC – Mid-Range Wadcutter
- PB – Lead Bullet – celoolověná střela.
- PL – Power-Lokt
- PSP – Plated Soft Point
- PSP – Pointed Soft Point – varianta k SP, ale vrchol střely je špičatý. Tento typ se nesmí používat v případě nábojů se středovým zápalem a zásobnících, kde náboje jsou řazeny za sebou – mohlo by dojít k odpálení.
- PTS – střela PTS je výsledkem snah konstruktérů loveckých kulových nábojů o střely s vysokým ranivým účinkem, které by si současně zachovaly vynikající balistické hodnoty. Střela s olověným jádrem je překryta zpevňujícím pláštěm a je zakončena polymerovým hrotem (pro lepší přesnost je žádoucí mít v přední části dutinku z důvodu lepšího umístění těžiště. Tím se ale mění aerodynamické vlastnosti. Takže se použije plastová špička, která takřka nic neváží [a tudíž nemá téměř vliv na polohu těžiště střely]). Optimální tvar umožňuje dosahování vyšších rychlostí a stability střely na dráze letu. Tyto vlastnosti zaručují vynikající přesnost a ranivost střely, která zůstává celistvá při nárazu, netříští se a neznehodnocuje zvěřinu.[15]
- RN – Round Nose – ogivální špička střely.
- SCHP – střela je tvořena jedním kusem mědi (tzn. není zde dělení na jádro a plášť). Přední části je přítomná dutinka.
- SCP1 – soft core (lead) with steel penetrator.
- SJSP – flat – semijacketed soft point – flat – poloplášťová střela s plochou špičkou.
- SP – Soft Point – ta část střely, která přichází do styku s hlavní je zakryta pláštěm (důvody pro toto a materiály pláště viz FMJ). V přední části zůstává ale obnažené olověné jádro, což má za následek větší měkkost této přední část než u FMJ. Tato konstrukce má několik důsledků. V porovnání s HP dochází k větší expanzi a menší penetraci (výhody a nevýhody této skutečnosti viz HP), což může být chtěné i nechtěné. Záleží na konkrétním použití. Co se týče zastavovacího efektu této střely oproti FMJ, tak rozdíl u běžně používaných nábojů do ručních zbraní se střední a nižší úsťovou rychlostí je rozdíl minimální. Velkou výhodou oproti HP je to, že velké množství pistolí je konstruováno na střelu typu FMJ a u HP mohou být problémy s nabíjením na rozdíl od SP. Existuje více variant zejména co do tvaru přední části – např. PSP.
- SP – Spire Point – Lovecká střela, která se po nárazu deformuje.
- SPTZ – Spitzer – jedná se o střelu s vysoce aerodynamickým tvarem používanou ve středně a vysoce výkonných nábojích.
- ST – Silver Tip
- STHP – Silver Tip Hollow Point – varianta HP; ve všech ohledech lepší[zdroj?], ale vyšší cena.[16]
- TC – Truncated Cone – označuje tvar střely.
- TFMJ – Total Full Metal Jacket – celoplášť se zapláštěným dnem, olověné jádro, varianta FMJ. Používá se u netoxických nábojů, kde zabraňuje odpařování olova při výstřelu.[17]
- VLD – Very Low Drag – střela s vylepšenou aerodynamikou ke snížení odporu vzduchu. Používá se pro střelbu na dlouhé vzdálenosti.
- WC – Wadcutter – speciální střely určené pro střelbu do papírových terčů, kde vytvoří velmi dobře zřetelné průstřely. Náboje, ve kterých se používají, mají většinou podzvukovou úsťovou rychlost. Vzhledem k ploché přední části střely může docházet k problémům při nabíjení u automatických a poloautomatických zbraní. Proto jsou používány především v revolverech.
- WLN – Wide Long Nose
- XTP – Extreme Terminal Performance – střely s řízenou deformací (viz HP), které je možné použít při velkém rozsahu úsťových rychlostí (na rozdíl od většiny HP střel, kde k požadované deformaci dojde pouze při určité konkrétní úsťové rychlosti nebo pouze malých odchylkách od ní.[18]

Dále existuje velké množství různých patentovaných střel s důmyslnými konstrukcemi, které mají zlepšit všechny jejich vlastnosti. Jejich ceny jsou ve většině případů mnohem vyšší než u nejběžněji používaných střel.

## Střely pro lafetované zbraně
Dělostřelecké projektily (granáty) jsou plněny trhavinou, vybuchují ve vzduchu nebo po dopadu. Mohou být plněny radioaktivním, či biologickým materiálem, nebo i chemikáliemi.

## Rychlost projektilů některých ráží zbraní po výstřelu
Níže uvedená tabulka je pouze orientační. Počáteční rychlost střely je přímo závislá na více faktorech. Hlavními jsou váha střely, množství a druh výmetné slože (prachu) a délka hlavně. Vlivů na počáteční rychlost je více, ale pro praxi jsou zanedbatelné. Pro náboj 6,5 × 65 RWS se uvádí 1 000 m/s, 5,6 Ultra Rapid 1 030 m/s, 9 mm Luger subsonic 290 m/s atd.
| Ráže zbraně                                     | Rychlost  |
| ----------------------------------------------- | --------- |
| vzduchovka 16 J (max. bez ZP) – diabolka 4,5 mm | 250 m/s   |
| 5,6 mm malorážka                                | 350 m/s   |
| 9 × 19 mm (pistole)                             | 340 m/s   |
| .40 S&W (pistole)                               | 340 m/s   |
| .45 ACP (pistole)                               | 260 m/s   |
| 7,62 × 39 (samopal vz. 58)                      | 705 m/s   |
| 5,56 × 45 mm (útočná puška Heckler & Koch G36)  | 920 m/s   |
| 12,7 × 99 mm (velkorážný kulomet)               | 800 m/s   |
| 125 × 1 400 mm (tank)                           | 1 700 m/s |